# Champions olympiques néo-zélandais
Liste des sportifs néo-zélandais (par sport et par chronologie) médaillés d'or lors des Jeux olympiques d'été et d'hiver, à titre individuel ou par équipe, de 1896 à 2018.

## Jeux olympiques d'été

### Athlétisme
| Nom             | Discipline(s)       | Année(s) |
| Jack Lovelock   | 1 500 m (H)         | 1936     |
| Yvette Williams | Saut en longueur v  | 1952     |
| Norman Read     | 50 km marche (H)    | 1956     |
| Murray Halberg  | 5 000 m             | 1960     |
| Peter Snell     | 800 m (H)           | 1960     |
| Peter Snell     | 800 m (H)           | 1964     |
| Peter Snell     | 1 500 m (H)         | 1964     |
| John Walker     | 1 500 m (H)         | 1976     |
| Valerie Adams   | Lancer du poids (F) | 2008     |
| Valerie Adams   | Lancer du poids (F) | 2012     |

### Aviron
| Nom | Discipline(s)         | Année(s) |
| Dick Joyce, Dudley Storey, Ross Collinge,Warren Cole et Simon Dickie (barreur)                                                     | Quatre avec barreur   | 1968     |
| Tony Hurt, Wybo Veldman, Dick Joyce, John Hunter, Lindsay Wilson, Athol EarlTrevor Coker, Gary Robertson et Simon Dickie (barreur) | Huit                  | 1972     |
| Les O'Connell, Shane O'Brien, Conrad Robertson et Keith Trask                                                                      | Quatre sans barreur   | 1984     |
| Rob Waddell | Skiff                 | 2000     |
| Georgina Evers-Swindell et Caroline Evers-Swindell                                                                                 | Deux de couple (F)    | 2004     |
| Georgina Evers-Swindell et Caroline Evers-Swindell                                                                                 | Deux de couple (F)    | 2008     |
| Nathan Cohen et Joseph Sullivan | Deux de couple (H)    | 2012     |
| Hamish Bond et Eric Murray | Deux sans barreur (H) | 2012     |
| Mahé Drysdale | Skiff (H)             | 2012     |
| Hamish Bond et Eric Murray | Deux sans barreur (H) | 2016     |
| Mahé Drysdale | Skiff (H)             | 2016     |
| Kerri Gowler, Grace Prendergast | Deux sans barreur (F) | 2020     |
| Emma Twigg | Skiff (F)             | 2020     |
| Tom Mackintosh, Hamish Bond, Tom Muray, Michael Brake, Dan Williamson, Phillip Wilson, Shaun Kirkham, Matt Macdonald, Sam Bosworth | Huit (H)              | 2020     |

### Boxe
| Nom        | Discipline(s) | Année(s) |
| Ted Morgan | Welter        | 1928     |

### Canoë-kayak
| Nom                                                           | Discipline(s) | Année(s) |
| Alan Thompson et Jean Laudet                                  | K1 1 000 m    | 1984     |
| Ian Ferguson                                                  | K1 500 m      | 1984     |
| Ian Ferguson et Paul MacDonald                                | K2 500 m      | 1984     |
| Grant Bramwell, Ian Ferguson, Paul MacDonald et Alan Thompson | K4 1 000 m    | 1984     |
| Ian Ferguson et Paul MacDonald                                | K2 500 m      | 1988     |
| Lisa Carrington                                               | K1 200 m (F)  | 2012     |
| Lisa Carrington                                               | K1 200 m (F)  | 2016     |
| Lisa Carrington                                               | K1 200 m (F)  | 2020     |
| Lisa Carrington                                               | K1 500 m      | 2020     |
| Lisa Carrington, Caitlin Ryan                                 | K2 500 m (F)  | 2020     |

### Cyclisme sur piste
| Nom         | Discipline(s)          | Année(s) |
| Sarah Ulmer | Poursuite individuelle | 2004     |

### Équitation
| Nom                       | Discipline(s)               | Année(s) |
| Mark Todd et Charisma     | Concours complet individuel | 1984     |
| Mark Todd et Charisma     | Concours complet individuel | 1988     |
| Blyth Tait et Reddy Teddy | Concours complet individuel | 1996     |

### Hockey sur gazon
| Nom | Discipline(s)     | Année(s) |
| Paul Ackerley, Jeff Archibald, Arthur Borren, Alan Chesney John Christensen, Greg Dayman, Tony Ineson, Barry Maister Selwyn Maister, Trevor Manning, Alan McIntyre, Arthur Parkin Mohan Patel et Ramesh Patel | Tournoi olympique | 1976     |

### Natation
| Nom              | Discipline(s)               | Année(s) |
| Malcolm Champion | Relais 4 × 200 m nage libre | 1912     |
| Danyon Loader    | 200 m nage libre            | 1996     |
| Danyon Loader    | 400 m nage libre            | 1996     |

### Rugby à sept
| Nom | Discipline(s) | Année(s) |
| Michaela Blyde, Kelly Brazier, Gayle Broughton, Theresa Fitzpatrick, Stacey Fluhler, Sarah Hirini, Shiray Kaka, Tyla Nathan-Wong, Risi Pouri-Lane, Alena Saili, Ruby Tui, Tenika Willison, Portia Woodman | Tournoi (F)   | 2020     |

### Triathlon
| Nom           | Discipline(s)  | Année(s) |
| Hamish Carter | Individuel (H) | 2004     |

### Voile
| Nom                            | Discipline(s)       | Année(s) |
| Peter Mander et Jack Cropp     | Sharpie 12 m2       | 1956     |
| Helmer Pedersen et Earle Wells | Flying Dutchman     | 1964     |
| Chris Timms et Rex Sellers     | Tornado             | 1984     |
| Russell Coutts                 | Finn                | 1984     |
| Bruce Kendall                  | Sailboard (Lechner) | 1988     |
| Barbara Kendall                | Sailboard (Lechner) | 1992     |
| Tom Ashley                     | Planche à voile (H) | 2008     |
| Jo Aleh et Olivia Powrie       | 470 (F)             | 2012     |
| Peter Burling et Blair Tuke    | 49er (H)            | 2016     |

## Jeux olympiques d'hiver

### Snowboard
| Nom                  | Discipline(s)  | Année(s) |
| Zoi Sadowski-Synnott | Slopestyle (F) | 2022     |